# Unione degli Agricoltori della Lettonia
L'Unione degli Agricoltori della Lettonia (in lettone: Latvijas Zemnieku savienība - LZS) è un partito politico lettone di orientamento centrista e ruralista; fondato nel 1917 e dissolto nel 1940, si è nuovamente ricostituito nel 1990.
Dal 2002 forma, insieme al Partito Verde di Lettonia, la coalizione Unione dei Verdi e degli Agricoltori.